# الكنيس الكبير (تل أبيب)
الكنيس الكبير (بالعبرية: בית הכנסת הגדול) هو كنيس يقع في مدينة تل أبيب الإسرائيلية. صممه المهندس المعماري يهودا ماجيدوفيتش في عام 1922، واكتمل بنائه في عام 1926. وفي عام 1970 تم تجديده وإضافة واجهة خارجية جديدة من الأقواس.
يقع المبنى في قلب المركز التجاري والمالي لمدينة تل أبيب في شارع ألينبي 110، إلى الشرق من برج شالوم. أدت هجرة السكان المحليين خلال الستينيات إلى انخفاض ملحوظ في عدد المصلين في الكنيس الكبير، بحيث أن اليوم هذا المبنى المثير للإعجاب يستخدم من قبل عدد قليل فقط من المصلين الذين يصلون في الأعياد والمناسبات الخاصة.
في السنوات الأخيرة، قامت بعض الشخصيات العامة حفلات زفافها اليهودية في الكنيس الكبير.